# I liga paragwajska w piłce nożnej (1907)
Mistrzem Paragwaju został klub Club Guaraní, natomiast wicemistrzem Paragwaju został klub Club Olimpia.
Mistrzostwa rozegrano systemem każdy z każdym mecz i rewanż. Najlepszy w tabeli klub został mistrzem Paragwaju.
Z ligi nikt nie spadł, a ponieważ awansował do niej klub Mbiguá Asunción, liga zwiększyła się z 5 do 6 klubów.

## Primera División

### Tabela końcowa sezonu 1907
Pewne są tylko miejsca 1, 2 i 3.

Klub Club Guaraní nie przegrał żadnego meczu.
| Poz | Klub          |
| --- | ------------- |
| 1   | Club Guaraní  |
| 2   | Club Olimpia  |
| 3   | Club Libertad |
| 4   | Club Nacional |
| 5   | Atlántida SC  |